# Стратос
Стратос (на гръцки: Στράτος) или Яница (на арумънски: Yanica) е арумънско село и общинска единица в община Агринио в Етолия, Гърция. Приспада към т.нар. Малка Влахия.
Стратос е разположен на десния бряг на река Ахелой, на 9 км северозападно от град Агринио. Стратос или Яница е историческа столица на Валтос.
В класическата древност по времето на Древна Гърция, селището на мястото на днешното село Стратос е главния град на Акарнания. Руините на античното селище се намират на хълм на около 500 м северно от съвременното село. Днешното арумънско село се нарича Зоровигли (на гръцки: Σωροβίγλι) до 1928 г., когато получава съвременното си име. Край Стратос са разкрити останките от храм на Зевс, античен театър и укрепления.